# Eri Klas

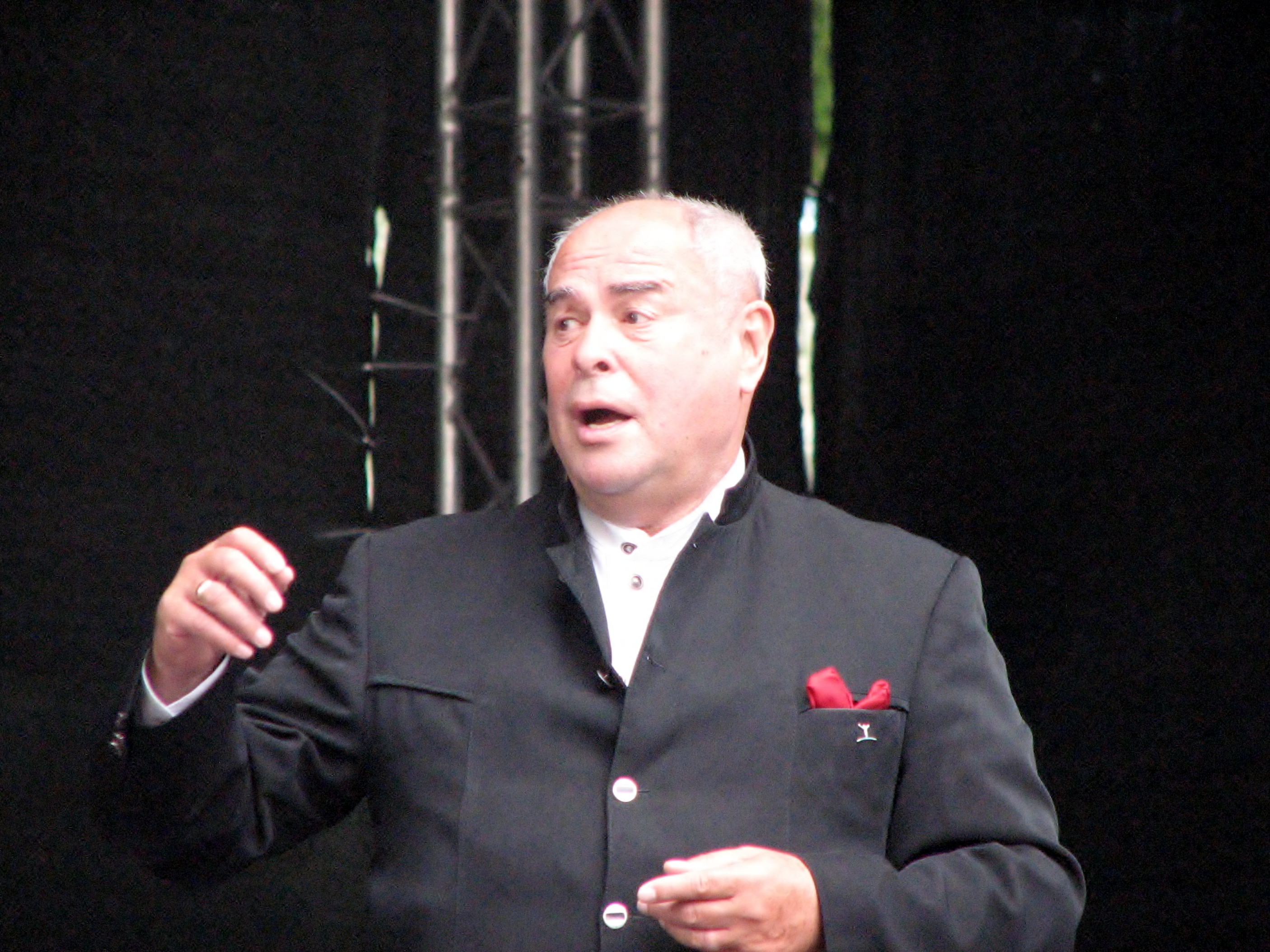
Eri Klas (2012)

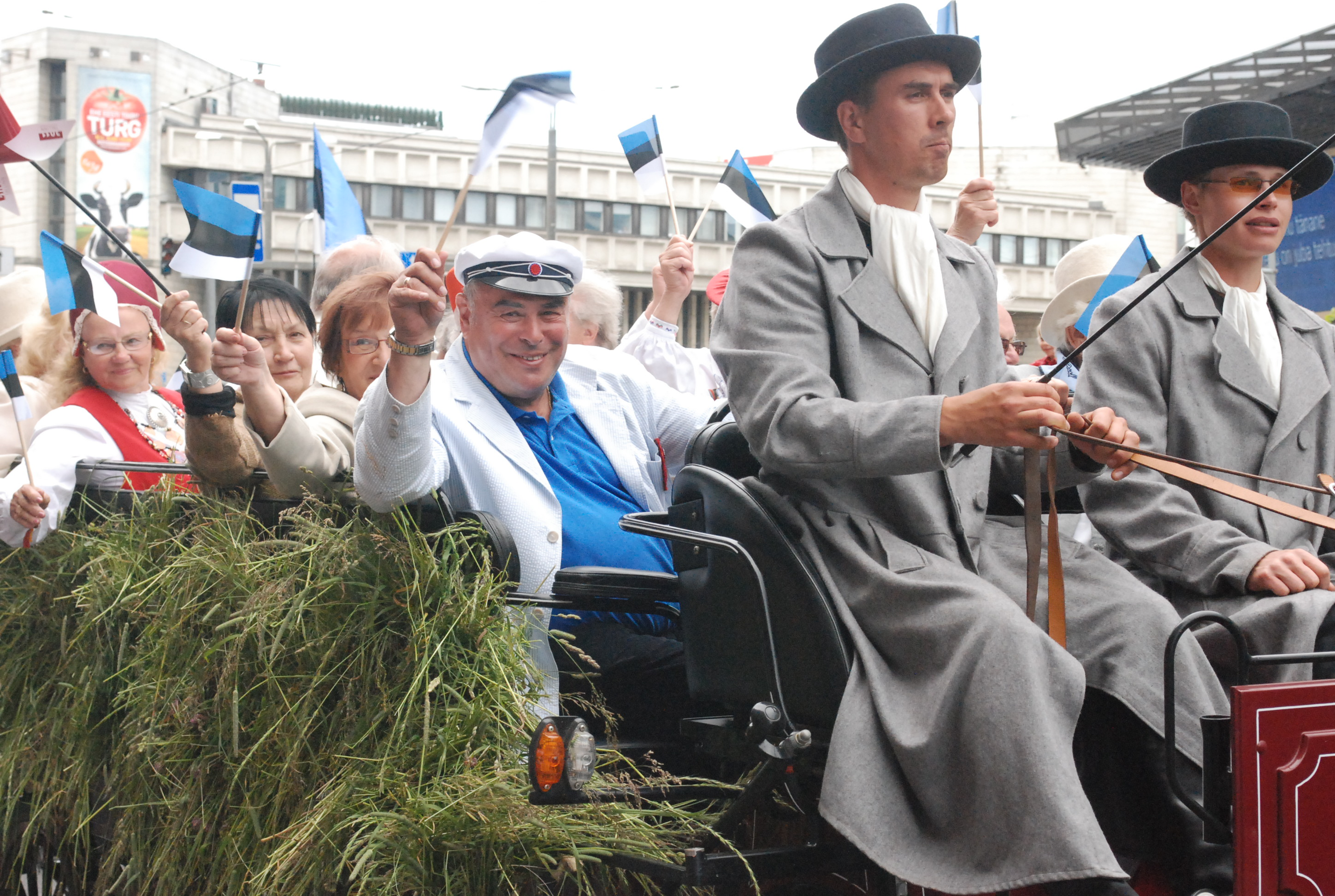
Eri Klas (2009)

Eri Klas (* 7. Juni 1939 in Tallinn; † 26. Februar 2016 ebenda) war ein estnischer Dirigent.

## Frühe Jahre
Eri Klas wurde durch seine Mutter Anna Klas (1912–1999), eine bekannte Pianistin, für die Musik begeistert. Klas schloss 1959 das Musikgymnasium (Tallinna Muusikakool) in Tallinn ab. Er studierte bei dem Komponisten und Dirigenten Gustav Ernesaks am Tallinner Konservatorium, von 1964 bis 1967 bei Nikolai Rabinowitsch am Leningrader Konservatorium und von 1969 bis 1972 bei dem Dirigenten Boris Chaikin am Bolschoi-Theater in Moskau.
Ab 1965 war Eri Klas Dirigent im Konzert- und Opernhaus Estonia in Tallinn, von 1966 bis 1969  Dirigent des Tallinner Kammerorchesters. Von 1975 bis 1994 wirkte er als Erster Kapellmeister und künstlerischer Leiter des Estonia. Seitdem war er Ehrendirigent des Theater- und Konzerthauses.

## Internationale Erfolge
Von 1985 bis 1989 arbeitete Klas als Chefdirigent an der Königlichen Oper in Stockholm. Von 1990 bis 1996 leitete er das Sinfonieorchester von Aarhus. Von 1996 bis 2003 war er als Chefdirigent des Niederländischen Radio Symfonie Orkest tätig, von 2006 bis 2011 leitete er als Chefdirigent die Neue Oper Kolobow in Moskau.
Eri Klas war von 1993 bis 1997 Professor an der Sibelius-Akademie in Helsinki. In über 40 Ländern hat er Sinfonieorchester dirigiert. Einem großen Publikum ist er auch durch seine zahlreichen Platten- und CD-Einspielungen bekannt, unter anderem mit der Musik von Arvo Pärt. Eri Klas war häufiger Dirigent der estnischen Sängerfeste und gilt als einer der bekanntesten estnischen Dirigenten.

## Ehrenamtliches Engagement
Seit 1. Juni 1999 war Eri Klas Botschafter des Guten Willens von UNICEF. Von 1989 bis 2010 war der ehemalige Boxer Mitglied des estnischen Olympischen Komitees.

## Auszeichnungen
Eri Klas wurde 1985 der Staatspreis der Estnischen SSR verliehen. 1992 und 1999 erhielt er den Kulturpreis der Republik Estland.

## Privatleben
Eri Klas war von 1966 bis 1968 in erster Ehe mit der estnischen Sopranistin und Schauspielerin Nieves Klas (geborene Lepp;* 1945) verheiratet. Das Paar hat eine Tochter (* 1967). Danach schloss Klas noch zwei weitere Ehen, zunächst mit der Schauspielerin und Balletttänzerin Ülle Ulla (* 1934), dann mit der Pianistin Ariel Klas (* 1952).
Klas gehörte der jüdischen Gemeinde in Estland an.